# 20 kilomètres marche masculin aux championnats du monde d'athlétisme 1993
Navigation
Tokyo 1991 Göteborg 1995
L'épreuve du 20 kilomètres marche masculin des championnats du monde d'athlétisme 1993 s'est déroulée le 15 août 1993 dans les rues de Stuttgart, en Allemagne, avec une arrivée au Gottlieb Daimler Stadion. Elle est remportée par l'Espagnol Valentí Massana.

## Résultats
| Rang               | Athlète                | Pays             | Temps           |
| ------------------ | ---------------------- | ---------------- | --------------- |
| Médaille d'or      | Valentí Massana        | Espagne          | 1 h 22 min 31 s |
| Médaille d'argent  | Giovanni De Benedictis | Italie           | 1 h 23 min 06 s |
| Médaille de bronze | Daniel Plaza           | Espagne          | 1 h 23 min 18 s |
| 4                  | Jaime Barroso          | Espagne          | 1 h 23 min 41 s |
| 5                  | Yevgeniy Misyulya      | Biélorussie      | 1 h 23 min 45 s |
| 6                  | Sérgio Galdino         | Brésil           | 1 h 23 min 51 s |
| 7                  | Robert Ihly            | Allemagne        | 1 h 24 min 21 s |
| 8                  | Igor Kollár            | Slovaquie        | 1 h 24 min 23 s |
| 9                  | Ignacio Zamudio        | Mexique          | 1 h 24 min 32 s |
| 10                 | Sándor Urbanik         | Hongrie          | 1 h 24 min 10 s |
| 11                 | Héctor Moreno          | Colombie         | 1 h 24 min 43 s |
| 12                 | Viktor Mostovik        | Moldavie         | 1 h 24 min 53 s |
| 13                 | Arturo Di Mezza        | Italie           | 1 h 24 min 59 s |
| 14                 | Jacek Muller           | Pologne          | 1 h 25 min 24 s |
| 15                 | Pavol Blažek           | Slovaquie        | 1 h 25 min 31 s |
| 16                 | Jean-Olivier Brosseau  | France           | 1 h 25 min 53 s |
| 17                 | Jozef Pribilinec       | Slovaquie        | 1 h 26 min 11 s |
| 18                 | Allen James            | États-Unis       | 1 h 26 min 53 s |
| 19                 | Vladimir Andreyev      | Russie           | 1 h 27 min 01 s |
| 20                 | Tim Berrett            | Canada           | 1 h 27 min 08 s |
| 21                 | Denis Langlois         | France           | 1 h 28 min 02 s |
| 22                 | Stefan Johansson       | Suède            | 1 h 28 min 02 s |
| 23                 | Tsutomu Takushima      | Japon            | 1 h 28 min 39 s |
| 24                 | Nick A'Hern            | Australie        | 1 h 28 min 47 s |
| 25                 | Viktoras Meškauskas    | Lituanie         | 1 h 28 min 57 s |
| 26                 | Chris Maddocks         | Royaume-Uni      | 1 h 29 min 22 s |
| 27                 | Scott Nelson           | Nouvelle-Zélande | 1 h 30 min 17 s |
| 28                 | Jan Staaf              | Suède            | 1 h 30 min 29 s |
| 29                 | Gyula Dudás            | Hongrie          | 1 h 30 min 46 s |
| 30                 | Darrell Stone          | Royaume-Uni      | 1 h 32 min 55 s |
| 31                 | Grigoriy Kornev        | Russie           | 1 h 33 min 16 s |
| 32                 | Hatem Ghoula           | Tunisie          | 1 h 33 min 24 s |
| 33                 | Vladimir Ostrovskiy    | Israël           | 1 h 35 min 41 s |
| 34                 | Abdelwahab Ferguene    | Algérie          | 1 h 35 min 48 s |
| 35                 | Sverre Jensen          | Norvège          | 1 h 35 min 53 s |
| —                  | Andrew Penn            | Royaume-Uni      | DNF             |
| —                  | Frants Kostyukevich    | Biélorussie      | DNF             |
| —                  | Li Mingcai             | Chine            | DNF             |
| —                  | Valeriy Borisov        | Kazakhstan       | DNF             |
| —                  | Sergey Shildkret       | Azerbaïdjan      | DNF             |
| —                  | Hirofumi Sakai         | Japon            | DQ              |
| —                  | Costică Bălan          | Roumanie         | DQ              |
| —                  | Yuriy Kuko             | Biélorussie      | DQ              |
| —                  | Mikhail Shchennikov    | Russie           | DQ              |
| —                  | Bernardo Segura        | Mexique          | DQ              |
| —                  | Daniel García          | Mexique          | DQ              |
| —                  | Walter Arena           | Italie           | DQ              |
| —                  | Jonathan Matthews      | États-Unis       | DNS             |

## Légende
Records et Performances
- AR : Record continental (area record)
- CR : Record des championnats (championship record)
- MR : Record du meeting (meet record)
- NR : Record national (national record)
- OR : Record olympique (olympic record)
- PR : Record paralympique (paralympic record)
- PB : Record personnel (personal best)
- SB : Meilleure performance personnelle de la saison (season's best)
- WL : Meilleure performance mondiale de l'année (world leader)
- WJR : Record du monde junior (world junior record)
- WR : Record du monde (world record)

Circonstances et Conditions
- DNF : N'a pas terminé (did not finish)
- DNS : N'a pas pris le départ (did not start)
- DQ : Disqualification (disqualification)
- NM : Aucun essai valable enregistré (No Mark)
- Q : Qualifié « directement » au prochain tour (ou à la prochaine compétition), lors d'une compétition majeure, grâce au classement ou à la réalisation des minima (automatic qualifier)
- q : Qualifié au prochain tour (ou à la prochaine compétition), lors d'une compétition majeure, grâce au repêchage ou à la réalisation de l'une des meilleures performances parmi celles des « non qualifiés directement » (grâce au meilleur temps ou à la meilleure distance par exemple) (secondary qualifier)